# Carles Magraner
Carles Magraner   (Almussafes, 16 de novembre de 1962) és un músic valencià.

## Biografia
Després de realitzar els seus primers estudis musicals a la seua localitat, també es formarà a Carcaixent i al Conservatori Superior de València (violoncel i musicologia), Tolosa de Llenguadoc i Amsterdam, viola d'arc. És professor de violoncel i viola de gamba encara que la seua major labor professional la realitza amb Capella de Ministrers, grup del qual és director i fundador (València, 1987). Cursa diversos seminaris sobre música medieval, renaixentista i barroca i, d'aquesta manera, completa la seua formació en música ibèrica dels segles XI-XVIII (Francesc Bonastre, Miquel Querol…i les seues col·laboracions habituals amb Maricarmen Gómez-Muntané).
Ha desenvolupat una gran activitat concertística com a solista i en diverses agrupacions de cambra, però també ha compartit els seus coneixements com a professor en diversos conservatoris i escoles de música. Obté el Premi a la Creativitat Musical de la Universitat de València en els anys 88 i 89 i del Ministeri de Cultura de joves intèrprets. Obté el premi cívic de la seua ciutat natal l'any 2004.
Fora de l'àmbit valencià, ha col·laborat amb l'Orquestra Barroca Espanyola i ha estat becat per la Universitat de Salamanca per a la formació de l'Orquestra Barroca d'aquesta Universitat. Així mateix, ha dirigit a diverses agrupacions instrumentals i vocals, entre les quals cap destacar el Cor de la Generalitat Valenciana i el quartet de violes de gamba Millennium. Comissari del Festival Mare Nostrum del Centre Cultural La Beneficència de València, director artístic del Festival Internacional de música antiga "Música, Història i Art" de València, del Festival de Música Antiga en el Palau de l'Abat (La Valldigna), així com de diversos cicles de música antiga i barroca de la Comunitat Valenciana. A pesar d'aquesta trajectòria professional individual, la seua faceta més coneguda és el seu treball com fundador i director del grup valencià de música antiga i barroca Capella de Ministrers, amb el qual ha enregistrat més de quaranta discos i realitzat nombrosos concerts en els més prestigiosos festivals estatals e internacionals. Destacant entre ells Música en temps de Jaume I, Cancionero de Palacio, Llibre Vermell de Montserrat, Rèquiem de Tomás Luis de Victoria.
Així mateix, ha fet incursions en el món de les arts escèniques, on ha col·laborat amb diversos directors com Àlex Rigola, Juli Leal, Vicent El Genovés, Jaume Martorell i Bigas Luna. Entre els espectacles més rellevants, hi ha la versió escenificada de la sarsuela inèdita La Madrilenya de Vicent Martín i Soler; el primer Oratori Sacre espanyol, la versió més antiga del Misteri d'Elx... El món audiovisual també s'ha fixat en la seua música i el Cant de la Sibil·la forma part de la banda sonora de la pel·lícula Son de mar de Bigas Luna, el que suposa l'inici d'una sèrie de col·laboracions amb el director català, com la participació en el muntatge teatral de l'adaptació de Comèdies Bàrbares, per a la II Bienal de València. Amb Capella de Ministrers el 2010 va musicar la novela Tirant lo Blanch.